# Chiesa della Santissima Trinità (Cavallino-Treporti)
La chiesa della Santissima Trinità è la parrocchiale di Treporti, frazione del comune sparso di Cavallino-Treporti, in città metropolitana e patriarcato di Venezia; fa parte del vicariato di Jesolo-Cavallino-Treporti.

## Storia
In origine Treporti faceva riferimento alla cappella della Santissima Trinità di Saccagnana (l'attuale oratorio della Madonna del Carmine), sorta nel 1517-18 per volere di tale Pietro De Stefani e del pievano Giacomo Gresolani. 
La sua famiglia ne ebbe per un periodo il giuspatronato, ma a partire dal 1629 Treporti risulta tra le parrocchie della diocesi di Torcello, retta da un proprio curato scelto dal popolo.
Un primo ampliamento della parrocchiale avvenne tra il 1666 ed il 1684 e, un secondo, nel 1763. Nel 1864 fu ricostruito il presbiterio e, nel 1913, la chiesa venne praticamente riedificata. Nel 1932 fu costruito il nuovo campanile, posto a fianco di quello vecchio, risalente al Seicento e, nel 1956, vennero edificate le due navate laterali.

## Interno
All'interno, si ricorda sull'altare maggiore la Pala della Santissima Trinità, opera di anonimo del XIX secolo, e, ai lati, l'Ultima Cena e la Santa Convocazione di Francesco Enzo. Sull'altare di San Rocco, nella navata destra, si trova la statua di Santa Filomena. Dall'altra parte si trovano l'altare della Madonna, con una statua lignea della Vergine con Bambino di Valentino Panciera Besarel, e l'altare di San Valentino con la pala San Giuseppe con il Bimbo ed i Santi Gonzaga, Valentino e Filomena di Pietro Locatello (1885). Le altre tele sono perlopiù opere recenti di Giuseppe Zennaro.